# Emeline Hill Richardson
Emeline Hill Richardson (Buffalo, 6 juin 1910 - Durham, 9 août 1999) est une archéologue américaine, spécialiste des Étrusques. 

## Biographie
Emeline Hill Richardson étudie au Radcliffe College, obtenant par un A.B. en 1932 et une maîtrise en arts en 1935. En 1935-1936 elle étudie avec Bernard Ashmole à l'université de Londres et obtient son doctorat en 1939 au Radcliffe College. De 1941 à 1949, elle est à la faculté de Wheaton College à Norton, Massachusetts. En 1950, elle obtient une bourse de formation à l'Académie américaine de Rome pour les fouilles du site de la Cosa étrusque en Maremme toscane. 
Elle épouse Laurent Richardson en 1952. Elle enseigne à la fois à Stanford et dans les universités de Yale.
De 1968 jusqu'en 1979, elle est professeur d'archéologie classique à l'université de Caroline du Nord à Chapel Hill. L'objet principal de sa recherche est la civilisation des Étrusques. Elle est membre de l'Institut archéologique américain, l'American Philological Association et membre correspondant de l'Institut archéologique allemand (DAI). En 1993, elle reçoit la médaille d'or du Distinguished Archaeological Achievement from the Archaeological Institute of America.